# Tabanus matutinimordicus
Tabanus matutinimordicus är en tvåvingeart som beskrevs av Xu 1989. Tabanus matutinimordicus ingår i släktet Tabanus och familjen bromsar. Inga underarter finns listade i Catalogue of Life.